# Elizabethton
Ne doit pas être confondu avec Elizabethtown ou Elizabeth Town.
La ville  d’Elizabethton est le siège du comté de Carter, dans l’État du Tennessee, aux États-Unis. Sa population s’élevait à 14 176 habitants lors du recensement de 2010, estimée à 13 497 habitants en 2018.